# Coulombs lov
Coulombs lov, fremsat af Charles Augustin Coulomb i 1780'erne, er en fysisk lov, som beskriver den elektrostatiske interaktion mellem elektrisk ladede partikler. 

## Formulering
Loven postulerer, at størrelsen af den elektrostatiske kraft mellem to punktpartikler er proportional med produktet af ladningerne og omvendt proportional med kvadratet på deres indbyrdes afstand, dvs.
{\displaystyle F={\frac {1}{4\pi \varepsilon _{0}}}{\frac {q_{1}q_{2}}{r^{2}}}}
hvor
{\displaystyle F} er størrelsen af den elektrostatiske kraft på partikel 1 og 2,
{\displaystyle \varepsilon _{0}=8.854187817...\times 10^{-12}{\text{F}}{\text{m}}^{-1}} (Farad pr. meter) er vakuumpermittiviteten,
{\displaystyle q_{1}} er ladningen af partikel 1,
{\displaystyle q_{2}} er ladningen af partikel 2,
{\displaystyle r} er afstanden mellem de ladede partikler.
På vektorform er Coulombs lov
{\displaystyle {\vec {F}}_{1}={\frac {1}{4\pi \varepsilon _{0}}}{\frac {q_{1}q_{2}}{|{\vec {r}}_{21}|^{2}}}{\hat {r}}_{21}}
hvor
{\displaystyle {\vec {F}}_{1}} er den elektrostatiske kraft på partikel 1.
{\displaystyle {\vec {r}}_{21}={\vec {r}}_{1}-{\vec {r}}_{2}} er vektoren, der går fra {\displaystyle q_{2}} til {\displaystyle q_{1}},
{\displaystyle {\hat {r}}_{21}={\dfrac {{\vec {r}}_{21}}{|{\vec {r}}_{21}|}}} er enhedsvektoren, der går fra {\displaystyle q_{2}} til {\displaystyle q_{1}}.
{\displaystyle {\vec {r}}_{1}} er stedvektoren for partiklen med ladning {\displaystyle q_{1}},
{\displaystyle {\vec {r}}_{2}} er stedvektoren for partiklen med ladning {\displaystyle q_{2}}.
Ofte forkortes udtrykket ved at benævne den første brøk Coulomb-konstanten {\displaystyle k_{c}} hvor
{\displaystyle k_{c}={\frac {1}{4\pi \varepsilon _{0}}}=8.987742438\times 10^{9}{\text{N}}{\text{m}}^{2}{\text{C}}^{-2}}
Coulombs lov skrives da
{\displaystyle F=k_{c}{\dfrac {q_{1}q_{2}}{r^{2}}}}
Det ses derved tydeligere at Coulombs lov har samme matematiske form som Newtons universelle gravitationslov.

## Addition af kræfter
Systemer med flere end to ladede partikler fx et trepartikelsystem med ladningerne {\displaystyle q_{1}}, {\displaystyle q_{2}} og {\displaystyle q_{3}} behandles ved hjælp af superpositionsprincippet. Det betyder at kraften på {\displaystyle q_{1}} er en sum af kræfterne som {\displaystyle q_{2}} og {\displaystyle q_{3}} virker med, dvs.
{\displaystyle {\vec {F_{1}}}={\vec {F}}_{21}+{\vec {F}}_{31}={\dfrac {q_{1}}{4\pi \varepsilon _{0}}}\left({\dfrac {q_{2}}{|{\vec {r}}_{21}|^{2}}}{\hat {r}}_{21}+{\dfrac {q_{3}}{|{\vec {r}}_{31}|^{2}}}{\hat {r}}_{31}\right)}
Generelt for {\displaystyle N} ladninger bliver kraften på ladning 1:
{\displaystyle {\vec {F_{1}}}=\sum _{i=2}^{N}{\vec {F}}_{i1}={\dfrac {q_{1}}{4\pi \varepsilon _{0}}}\sum _{i=2}^{N}{\dfrac {q_{i}}{|{\vec {r}}_{i1}|^{2}}}{\hat {r}}_{i1}}
Superpositionsprincippet gælder også for det elektriske felt og det elektriske potential.

## Elektrisk felt
Det elektriske felt er defineret som kraften pr. ladning. Det elektriske felt omkring ladning 2 er derfor
{\displaystyle {\vec {E}}={\frac {{\vec {F}}_{1}}{q_{1}}}}
eller
{\displaystyle {\vec {E}}={\frac {1}{4\pi \varepsilon _{0}}}{\frac {q_{2}}{|{\vec {r}}_{21}|^{2}}}{\hat {r}}_{21}}

## Potentiel energi og potential
Den elektrostatiske kraft, som afhænger af positionen af den elektrisk ladede partikel dvs. {\displaystyle F=F(r)}, er en konservativ kraft. Konservative kræfter kan beskrives med en potentialfunktion {\displaystyle V=V(r)} (potentiel energi), der opfylder
{\displaystyle -{\frac {{\text{d}}V}{{\text{d}}r}}=F} ,
hvoraf det følger, at
{\displaystyle V=-\int Fdr=-{\dfrac {1}{4\pi \varepsilon _{0}}}\int {\dfrac {q_{1}q_{2}}{r^{2}}}={\dfrac {1}{4\pi \varepsilon _{0}}}{\dfrac {q_{1}q_{2}}{r}}+C}
Integrationskonstanten {\displaystyle C} vælges konventionelt således, at {\displaystyle V\rightarrow 0} for {\displaystyle r\rightarrow \infty }, hvilket medfører at {\displaystyle C=0}. Den potentielle energi for den elektrostatiske interaktion er altså
{\displaystyle V={\dfrac {1}{4\pi \varepsilon _{0}}}{\dfrac {q_{1}q_{2}}{r}}}.
Ofte defineres the elektriske potential dog, som den potentielle energi per ladning. Potentialet omkring ladning 2 er altså
{\displaystyle \phi ={\dfrac {V}{q_{1}}}}
hvilket er det samme som
{\displaystyle \phi (r)={\dfrac {1}{4\pi \varepsilon _{0}}}{\dfrac {q_{2}}{r}}}
Mens kraften er invers proportional med den kvadrerede afstand, er potentialet altså blot inverst proportionalt med afstanden. Den negative gradient er derfor det elektriske felt.